# Euxoa nigrina
Euxoa nigrina är en fjärilsart som beskrevs av Otto Staudinger 1867. Euxoa nigrina ingår i släktet Euxoa och familjen nattflyn. Inga underarter finns listade i Catalogue of Life.